# Olympus E-30
Olympus E-30 – lustrzanka cyfrowa wyprodukowana przez japońską firmę Olympus. Aparat po raz pierwszy został zaprezentowany w 2008 roku. E-30 jest aparatem cyfrowym systemu Cztery Trzecie (4/3) i jest kompatybilny ze wszystkimi obiektywami tego standardu.